# 晨明站
晨明站，位于黑龙江省伊春市南岔区晨明镇，是绥佳铁路的沿线车站。建于1941年，为四等站。本站目前办理客运业务。